# Западные славяне

Карта государств, где титульным народом является один из славянских (Западные славяне выделены светло-зелёным цветом)

За́падные славя́не — современная группа славянских народов, определяемая географическими и языковыми признаками.
Западнославянские языки отличаются от восточнославянских (русского, украинского, белорусского) и южнославянских (хорватского, сербского, болгарского и др.) языков произношением, грамматикой и словарным составом. 
Исторически западнославянские народы находились под влиянием римско-католической церкви и западноевропейской культуры.

## Современное деление
К западным славянам относятся современные народы и народности:
- поляки — 60 миллионов человек;
- чехи — 10-12 миллионов человек;
- словаки — 5-6 миллионов человек;
- силезцы — 2 миллиона человек;
- моравы — 520 тысяч человек;
- кашубы — 500 тысяч человек;
- лужичане (сорбы) — 60-70 тысяч человек.

Общая численность этих народов — около 80 миллионов человек.